# Ischaemum
Ischaemum là một chi cỏ thuộc họ Poaceae.
Ischaemum sp. nov. là một loài chưa được công bố của chi này, loài được Sách đỏ IUCN liệt vào trình vào tình trạng "Thiếu dữ liệu". Loài này chỉ có ở Yemen.

## Hình ảnh

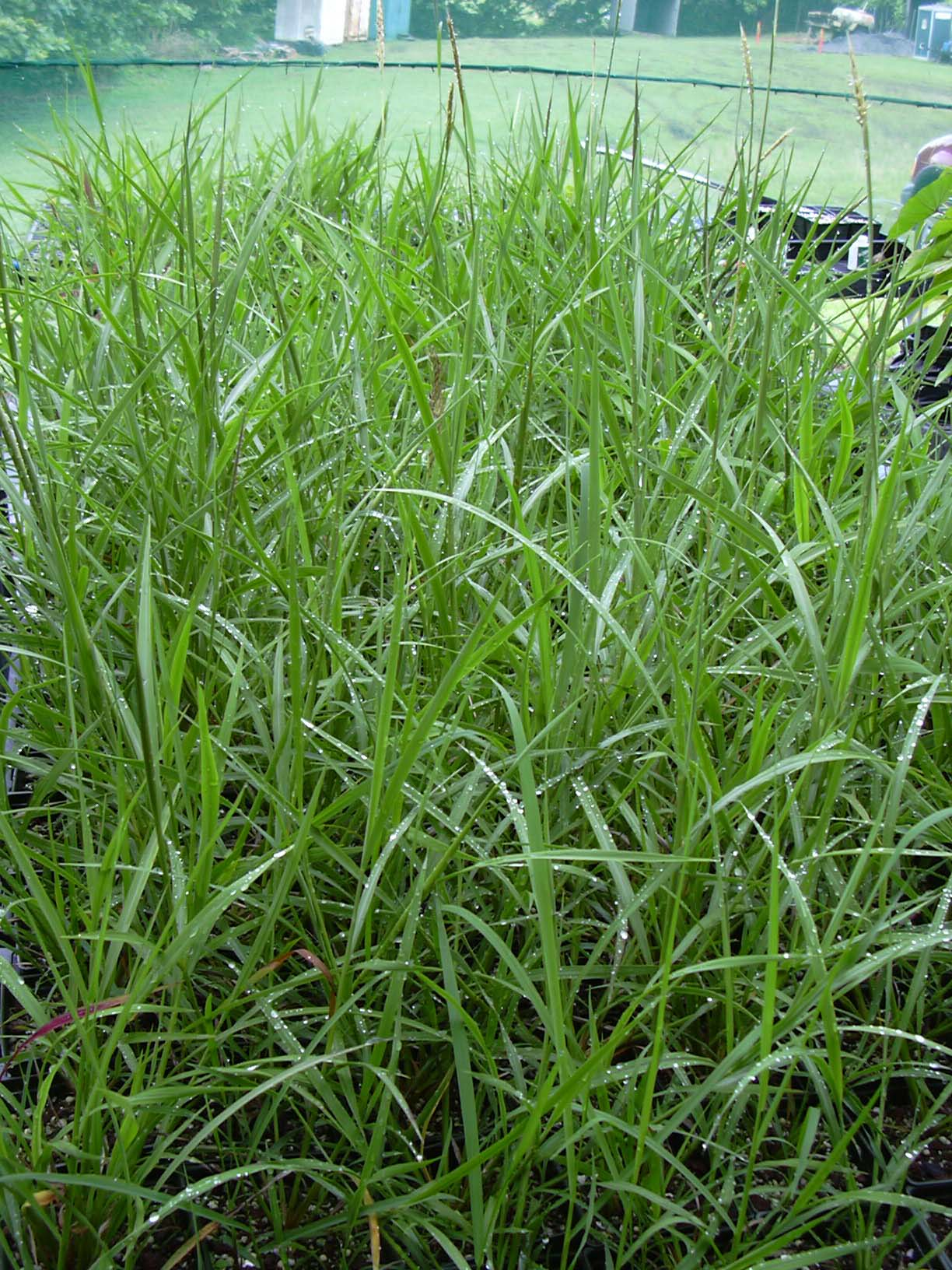
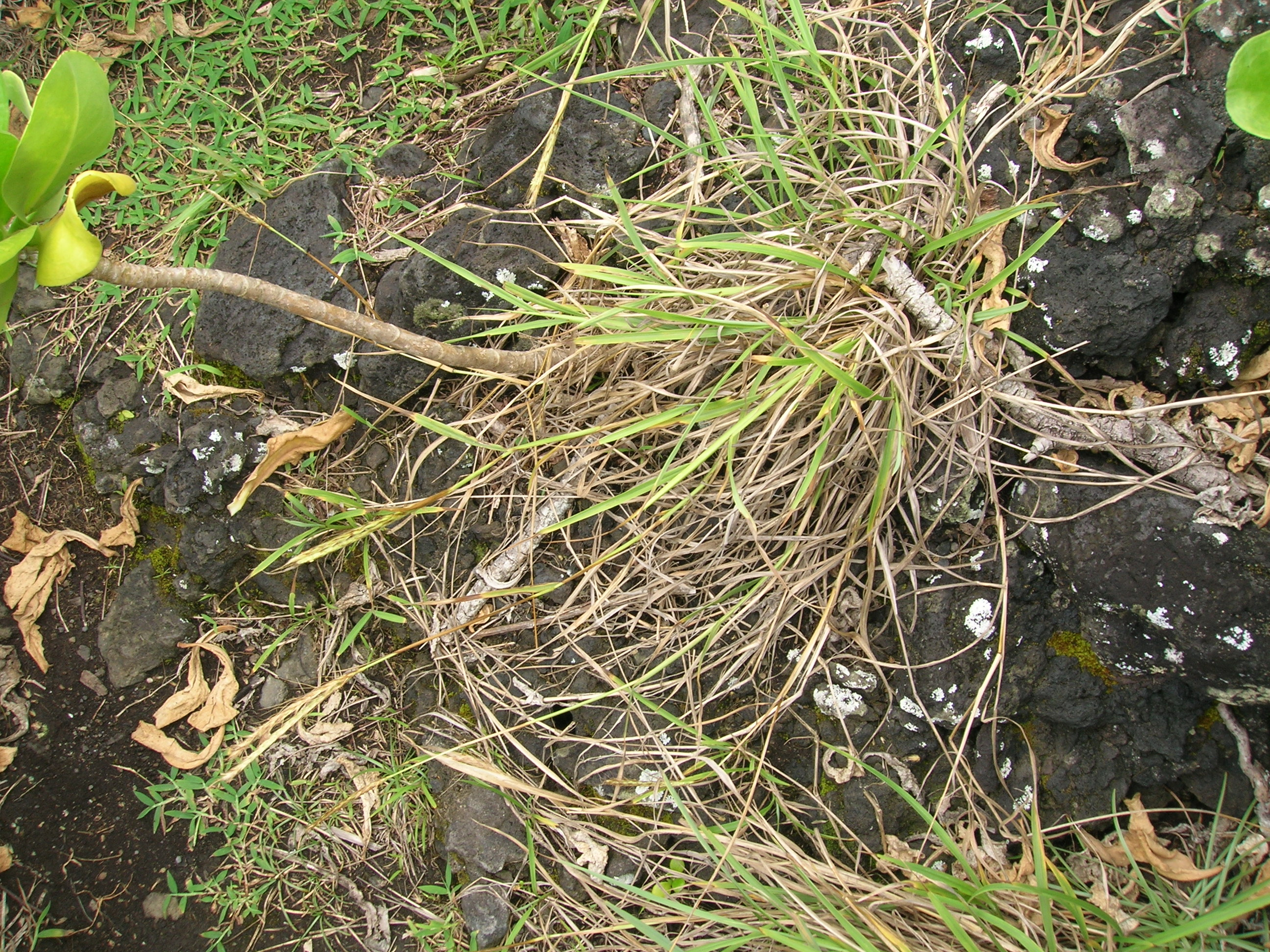
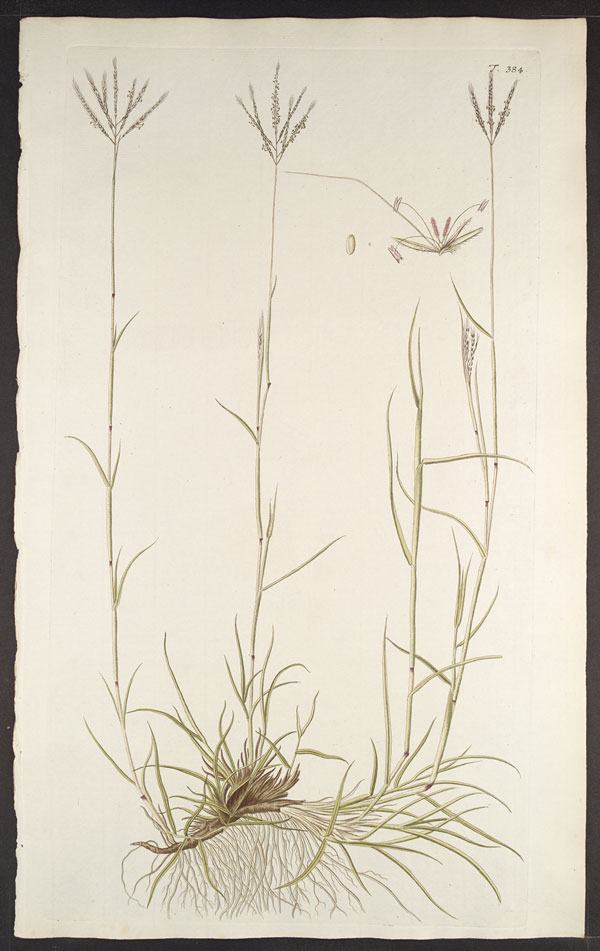
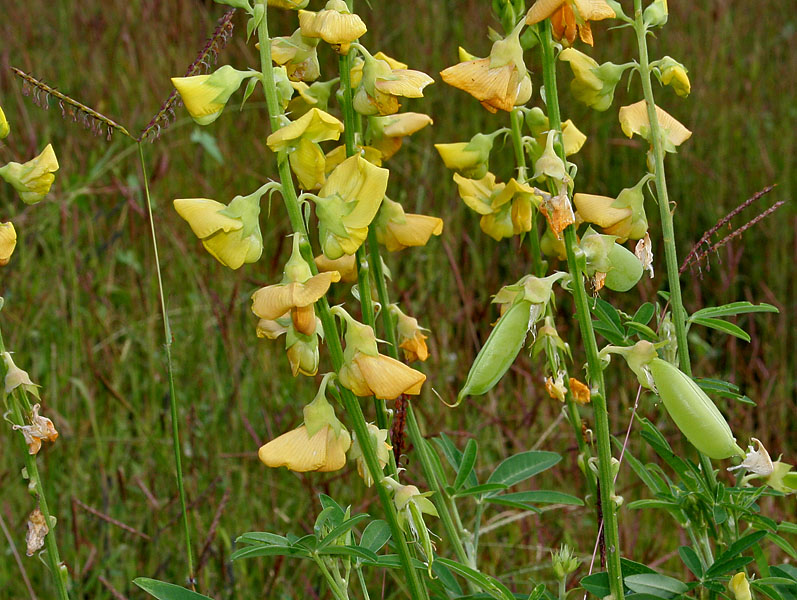